# Termografia
La termografia è una tecnica di analisi non distruttiva che si basa sull'acquisizione di immagini nell'infrarosso.
Il metodo termografico trova applicazione in numerosi settori, tra cui: siderurgia, edilizia, veterinaria, industria chimica, beni culturali, aeronautica, automotive e protezione dell'ambiente. 

## Tipologie

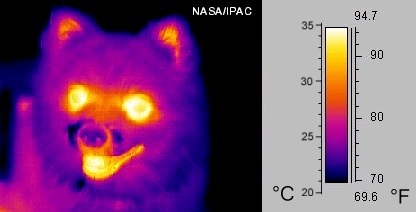
Immagine termografica di un cane

Esistono due modalità di applicazione della termografia: la termografia per telerilevamento e la termografia a contatto. La termografia per telerilevamento trova impiego principalmente in edilizia, mentre la termografia a contatto si basa sull'utilizzo di rivelatori a cristalli liquidi e trova prevalentemente impiego in campo medicale ed in particolare nella diagnosi del tumore della mammella chiamata termografia mammaria.

## Procedimento

### Strumenti utilizzati
Attraverso l'utilizzo di una termocamera (che è lo strumento utilizzato per eseguire controlli di tipo termografico) si eseguono controlli non distruttivi e non intrusivi. Le termocamere rilevano le radiazioni nel campo dell'infrarosso dello spettro elettromagnetico e compiono misure correlate con l'emissione di queste radiazioni.
Questo strumento è in grado di rilevare le temperature dei corpi analizzati attraverso la misurazione dell'intensità di radiazione infrarossa emessa dal corpo in esame. Tutti gli oggetti ad una temperatura superiore allo zero assoluto emettono radiazioni nel campo dell'infrarosso. 

### Funzionamento
La termografia permette di visualizzare valori assoluti e variazioni di temperatura degli oggetti, indipendentemente dalla loro illuminazione nel campo del visibile. La quantità di radiazioni emessa aumenta proporzionalmente alla quarta potenza della temperatura assoluta di un oggetto. 
La correlazione tra irraggiamento e temperatura è fornita dalla Legge di Stefan-Boltzmann:
{\displaystyle q=\varepsilon zST^{4}}
ove σ è la costante di Stefan-Boltzmann e vale 5,6703× 10−8 W·m−2·K−4, ε è l'emissività della superficie emittente (variabile tra i limiti teorici 0 e 1) e T è la sua temperatura assoluta.
La termografia permette l'individuazione di anomalie nell'emissione dell'energia e quindi, a parità di emissività, di anomalie termiche.

## Applicazioni

### Termografia edile

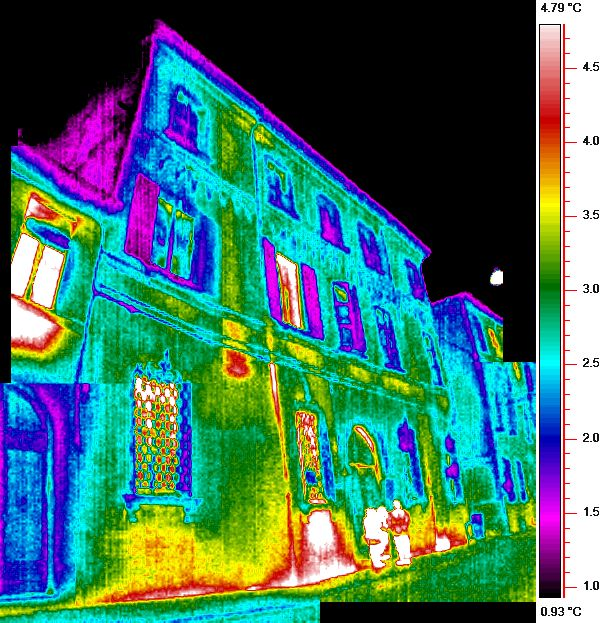
Immagine termica all'infrarosso di un edificio urbano

La termografia è tra le metodiche non distruttive maggiormente utilizzate nella diagnostica delle patologie edilizie.

Infatti tutti gli edifici, anche se realizzati a regola d'arte, sono soggetti a degrado a causa dell'invecchiamento dei materiali e della prolungata mancanza di manutenzione.

Per una corretta analisi dello stato di degrado di un manufatto, spesso la termografia viene affiancata ad interventi distruttivi quali il prelievo di campioni per prove fisico-chimiche da effettuare in laboratorio; in alcuni casi viene utilizzato come unico metodo di indagine.

La termografia, come tutte le altre prove non distruttive consente:
- di poter operare all'interno degli edifici senza dover sospendere le normali attività, limitando al minimo i disagi per gli abitanti;
- di evitare ulteriori traumi a strutture dissestate, limitando il numero dei saggi distruttivi ai punti realmente rappresentativi per la formulazione del quadro diagnostico generale.

I principali campi di applicazione nell'edilizia sono:
- verifica dell'isolamento
- verifica delle impermeabilizzazioni
- analisi del degrado dovuto ad umidità
- ricerca di cause di infiltrazioni idriche
- ricerca di elementi costruttivi nascosti
L'analisi termografica può essere condotta in condizioni attive e passive.
Nel primo caso l'elemento da indagare viene riscaldato onde incrementare la risposta termografica e, contestualmente, attivare i flussi di calore che consentono di ottenere diverse risposte dagli elementi a diversa capacità termica.
Nelle condizioni passive, invece, si analizza la superficie così come essa si presenta al momento dell'indagine. Questo caso è molto frequente in indagini che riguardano elementi esterni di edifici quali ad esempio terrazze di copertura e pareti. Normalmente tali indagini si effettuano sfruttando il soleggiamento diretto ed analizzando il transitorio termico durante l'indagine. 

#### Principi di funzionamento
L'utilizzo della termografia permette la lettura delle radiazioni emesse nella banda dell'infrarosso da corpi sottoposti a sollecitazione termica. L'energia radiante è funzione della temperatura superficiale dei materiali, a sua volta condizionata dalla conducibilità termica e dal calore specifico, che esprimono in termini quantitativi l'attitudine dal materiale stesso a trasmettere il calore o a trattenerlo: un materiale con valori alti di conducibilità si riscalderà velocemente ed altrettanto velocemente si raffredderà.
Per effetto dei differenti valori di questi parametri, specifici per ciascun materiale, i diversi componenti di un manufatto, quale una muratura, assumeranno differenti temperature sotto l'azione di sollecitazioni termiche. Tale caratteristica è sfruttata dalla termografia per visualizzare, con appositi sistemi, i differenti comportamenti termici dei materiali.
Grazie alla termografia si possono evidenziare ad esempio:
- dispersioni termiche dovute a deficienze di coibentazione;
- ponti termici;
- umidità nelle murature;
- strutture di solai in calcestruzzo armato;
- presenza di canalette di impianti elettrici e/o canalizzazione di impianti idrico-sanitario e termico in funzione;
- ammorsature tra strutture murarie con tessiture e materiali diversi.

#### Influenza dei fattori ambientali e climatici
Per quanto sopra, la termografia è influenzata dalle condizioni ambientali e climatiche del luogo in cui si opera.

Pertanto occorre rispettare alcune regole generali per ottenere risultati corretti:
- occorre operare in assenza di irraggiamento solare, meglio se dopo il tramonto quando la struttura da analizzare è in fase di raffreddamento:
- occorre operare in assenza di pioggia e di vento.

La temperatura, l'umidità e la velocità del vento influenzano la qualità dei risultati, in quanto essi modificano le modalità con cui avviene lo scambio termico tra materiali e l'ambiente circostante.

Pertanto è necessario avere un controllo strumentale di questi fattori.

È necessario inoltre che a cavallo della struttura vi sia uno sbalzo termico di almeno 10 °C al fine di apprezzare sui termogrammi le anomalie termiche eventualmente presenti.

È importante infine tenere in considerazione la presenza di sorgenti calde, quali tubazioni non coibentate o elementi scaldanti, che possono influenzare la distribuzione di temperatura sui componenti l'involucro, e i riflessi provenienti da altre superfici che potrebbero essere scambiati per difetti della struttura.

#### Caratteristiche tecniche.
Un sistema termografico IR è costituito da una telecamera collegata ad un sistema di elaborazione e registrazione delle immagini.

I rilevatori IR hanno il compito di individuare la consistenza della radiazione che li investe e di analizzare punto per punto la superficie radiante, per giungere alla definizione della mappa termica.

I sistemi termografici attualmente in commercio si differenziano per le diverse modalità di raffreddamento:
- termoelettrico o effetto Peltier;
- azoto liquido in vaso di Dewar;
- argon pressurizzato in bombola (effetto Joule-Thomson)
- ciclo chiuso Sterling.

Il sistema di raffreddamento più efficace, per applicazioni della termografia in edilizia è quest'ultimo, costituito da una pompa a pistola capace di cercare un punto freddo in un circuito sigillato con carica di elio.

### La termografia per lo studio dei versanti in roccia

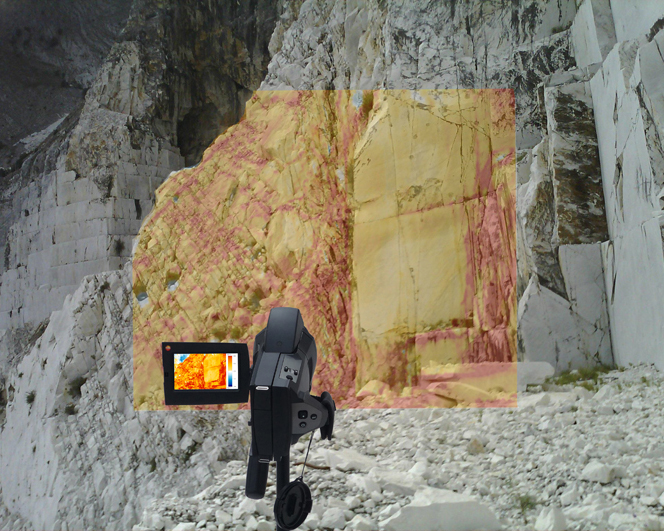
Termografia a infrarosso per lo studio degli ammassi rocciosi

La termografia a infrarosso è recentemente entrata a far parte delle tecniche di telerilevamento per l'analisi delle condizioni di stabilità degli ammassi rocciosi. Tale applicazione, ancora sulla frontiera della ricerca, consente di studiare il comportamento termico degli ammassi rocciosi, con l'obiettivo di individuare ed analizzare eventuali nessi di causa/effetto tra anomalie termiche superficiali e fenomeni di instabilità. 
In particolare, la termografia trova valide applicazioni per l'analisi di scarpate in roccia e falesie. Recenti casi di studio hanno dimostrato che, in abbinamento con altre tecniche di telerilevamento (Interferometria SAR Terrestre, Laser Scanner Terrestre e Fotogrammetria), è in grado di fornire informazioni utili per la mappatura delle zone maggiormente predisposte a fenomeni di crollo e, di conseguenza, per la zonazione delle priorità di intervento per la mitigazione del rischio.

### Diagnosi di punti pericolosi inaccessibili
La tecnica termografica è diventata uno strumento diagnostico importante nell'industria elettrotecnica per la manutenzione preventiva. La visione immediata dei surriscaldamenti consente di porre rimedio prima che si verifichino guasti, fermi impianto e costose riparazioni in emergenza. Utilizzando una termocamera portatile è possibile osservare le condizioni di riscaldamento effettive di un'apparecchiatura elettrica o elettronica di potenza mentre è in funzione. Se questa è collocata in un ambiente isolato, è necessario evitare di aprire il contenitore per non modificare le condizioni termiche ambientali. L'unico modo possibile per verificare analiticamente la situazione termica reale all'interno del contenitore è l'applicazione, sulle parti del contenitore o del quadro elettrico, di finestrelle speciali ad alta trasparenza agli infrarossi per consentire il rilevamento termografico.

### Termografia nelle prove meccaniche

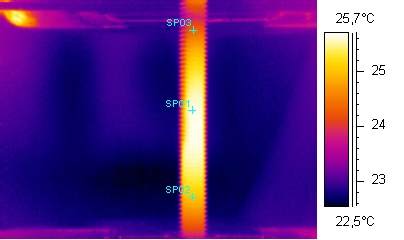
Immagine IR di un componente meccanico (bullone in acciaio ad alta resistenza)

L'osservazione del profilo termico di un provino o di un componente meccanico durante le prove di fatica è alla base del metodo Risitano (termografico o energetico).
Il metodo consente la determinazione del limite di fatica e della curva a tempo in maniera rapida ed economicamente sostenibile.

I metodi tradizionali, per la caratterizzazione a fatica dei materiali, prendono in considerazione solo due parametri (sollecitazione e durata), il metodo Risitano introduce un terzo parametro: la temperatura.

Il metodo tiene conto della reale struttura e conformazione dei componenti meccanici esaminati, evitando lo studio di fattori di forma o di effetti di intaglio che spesso costituiscono la parte più complicata e più soggetta ad imprecisioni da valutare.
Alcuni esempi di applicazioni ad organi meccanici sono: saldature, braccetti di sospensione di autovetture e collegamenti con bulloni.

### Termografia con drone
La termografia con drone è una tecnica innovativa che utilizza UAS equipaggiati con termocamere ad alte prestazioni per effettuare ispezioni non distruttive. Consente di rilevare anomalie termiche invisibili ad occhio umano in edifici, impianti industriali e fotovoltaici, con conseguente riduzione dei costi e incremento della sicurezza operativa. 

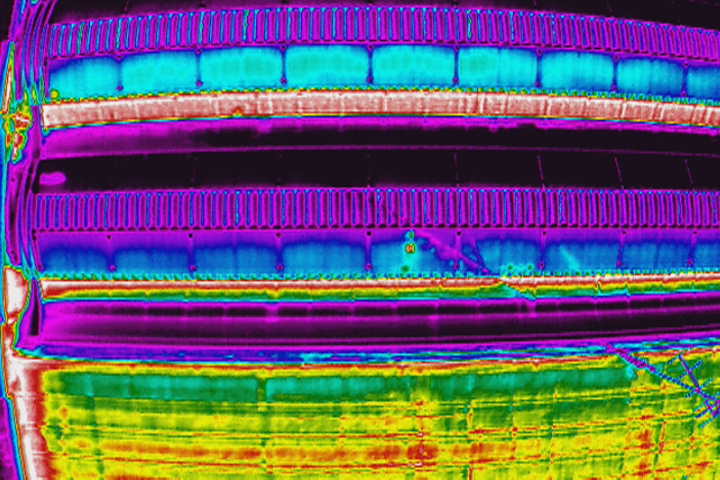
Immagine Termica realizzata con drone di [https://redrone.it/termografia-drone redrone.it

Le ispezioni con drone termico garantiscono vantaggi significativi in termini di sicurezza, efficienza e risparmio economico. Le ispezioni con drone in sinergia con la termografia ci consentono di analizzare edifici e impianti senza danneggiarli. Sono ispezioni rapide e certificate che riducono i costi rispetto ai metodi tradizionali con camera a mano. I droni possono operare in ambienti pericolosi o difficili da raggiungere, riducendo completamente i rischi per il personale addetto.

## Normativa
Le norme tecniche internazionali che regolamentano la tecnica della termografia includono:
- ISO 6781 - Thermal Insulation – Qualitative Detection of Thermal Irregularities in Building Envelopes – Infrared Method
- ISO 9869-1 - Thermal insulation -- Building elements -- In-situ measurement of thermal resistance and thermal transmittance -- Part 1: Heat flow meter method
- ISO 10878 - Non-destructive testing -- Infrared thermography -- Vocabulary
- ISO 18251-1 - Non-destructive testing -- Infrared thermography -- Part 1: Characteristics of system and equipment
- ISO 18434-1 - Condition monitoring and diagnostics of machines -- Thermography -- Part 1: General procedures
- ISO 18434-2 - Condition monitoring and diagnostics of machine systems -- Thermography -- Part 2: Image interpretation and diagnostics
- ISO 18436-7 - Condition monitoring and diagnostics of machines -- Requirements for qualification and assessment of personnel -- Part 7: Thermography
- ISO 18939 - Imaging materials -- Digital hard copy for medical imaging -- Methods of measuring permanence
- ASTM C 1060 - Thermographic Inspection of Insulation Installations in Envelope Cavities of Frame Buildings
- ASTM C 1153 - Standard Practice for the Location of Wet Insulation in Roofing Systems Using Infrared Imaging
- ASTM D 4788 - Standard Test Method for Detecting Delaminations in Bridge Decks Using Infrared Thermography
- ASTM E 1186 - Standard Practice for Air Leakage Site Detection in Building Envelopes and Air Retarder Systems
- ASTM E 1934 - Standard Guide for Examining Electrical and Mechanical Equipment with Infrared Thermography